# Hallsteindoktrinen
Hallsteindoktrinen var en udenrigspolitisk doktrin i Forbundsrepublikken Tyskland (Vesttyskland) i perioden 1955 til 1969, dvs. under Konrad Adenauers, Ludwig Erhards og Kurt Georg Kiesingers regeringer. Doktrinen bestod grundlæggende i, at Forbundsrepublikken ikke ville tillade, at andre stater (undtagen Sovjetunionen) oprettede diplomatiske forbindelser med DDR (Østtyskland) og dermed anerkendte det som selvstændig stat.
Ifølge doktrinen skulle andre staters oprettelse af diplomatiske forbindelser med DDR (Østtyskland) opfattes som en "uvenlig handling" mod Forbundsrepublikken. Vesttysklands modforanstaltninger var ikke tydeligt fastlagt i doktrinen; de kunne således gå lige fra økonomiske sanktioner til afbrydelse af de diplomatiske forbindelser med den pågældende stat. Formålet var at isolere DDR udenrigspolitisk.
Hallsteindoktrinen blev gradvist svækket og blev til sidst opgivet under Willy Brandts regering. Den blev stadigt vanskeligere at håndhæve og begrænsede også Vesttysklands udenrigspolitiske handlemuligheder.
Grundlaget for doktrinen var den vesttyske regerings opfattelse af, at Forbundsrepublikken var den eneste legitime repræsentant for det tyske folk, hvorimod SED-regeringen i det socialistiske DDR ikke besad demokratisk legitimitet.
Doktrinen var opkaldt efter CDU-politikeren Walter Hallstein (1901–1982), der var statssekretær i Vesttysklands udenrigsministerium fra 1951 til 1958. Hallstein var ikke selv den egentlige skaber af doktrinen, som går tilbage til en udtalelse fra 23. september 1955 af diplomaten Wilhelm Grewe (1911–2000), der var leder af udenrigsministeriets politiske afdeling.

## Doktrinens baggrund
Efter forbundskansler Konrad Adenauers rejse til Moskva i 1955 optog Forbundsrepublikken Tyskland diplomatiske forbindelser med Sovjetunionen, bl.a. for at få frigivet 10.000 tyskere, der stadig sad i sovjetisk krigsfangenskab. Indtil da var kontakten imellem Forbundsrepublikken og Sovjetunionen blevet varetaget igennem de vestallierede. Forbindelsen imellem Forbundsrepublikken og Sovjetunionen var et brud på princippet om, at man ikke ville anerkende de såkaldte folkedemokratier (og deres forbindelser med DDR), men med Sovjetunionen blev der gjort en undtagelse på grund af dens betydning; som én af de fire besættelsesmagter i Tyskland kunne Sovjetunionen spille en rolle for overvindelsen af Tysklands deling med henblik på at opnå Tysklands genforening.
Forbundsregeringen ønskede at undgå, at andre stater skulle benytte det forbedrede forhold imellem Vesttyskland og Sovjetunionen til selv at oprette forbindelser med DDR. Adenauer udtalte efter hjemkomsten fra Moskva:
"Jeg må utvetydigt fastslå, at forbundsregeringen også i fremtiden vil anse tredjelandes optagelse af diplomatiske forbindelser med DDR (...) som en uvenlig handling, eftersom [denne handling] vil bidrage til at uddybe Tysklands splittelse."
Hallsteindoktrinen blev for første gang forkyndt offentligt i december 1955 på en ambassadørkonference i Bonn: Optagelse eller opretholdelse af diplomatiske forbindelser med DDR ville fra Forbundsrepublikken Tysklands side opfattes som en uvenlig handling (acte peu amical) og ville som hovedregel blive besvaret med afbrydelse eller ikke-optagelse af diplomatiske forbindelser med det pågældende land.
Doktrinens forbillede var USA’s vægring ved at optage diplomatiske forbindelse med Sovjetunionen og Kina i de første år efter etableringen af kommunismen såvel som den amerikanske regerings stilling over for de delte stater Korea og Vietnam.

### Forbundsrepublikken som repræsentant for alle tyskere
Forbundsrepublikken var efter Adenauerregeringens opfattelse den eneste tyske stat, der besad demokratisk legitimitet til at kunne tale på det tyske folks vegne i udlandet. Efter oprettelsen af DDR i 1949, som Forbundsrepublikken ikke anerkendte, udtalte Adenauer i en regeringserklæring:
"Indtil opnåelsen af den tyske enhed er Forbundsrepublikken Tyskland således det tyske folks eneste legitime statslige organisation. (...) Forbundsrepublikken Tyskland føler sig også ansvarlig for de 18 millioner tyskeres skæbne, som lever i sovjetzonen. (...) Forbundsrepublikken Tyskland er alene berettiget til at tale for det tyske folk."
Opfattelsen af, at alene Forbundsrepublikken kunne repræsentere tyskerne internationalt, og at der også kun fandtes ét tysk statsborgerskab, afledte man af den daværende præambel til Forbundsrepublikkens grundlov fra 1949, hvor det fremgik, at det forfatningsgivende Parlamentariske Råd også handlede "på vegne af de tyskere, der er blevet nægtet adgang til at medvirke", dvs. indbyggerne i den sovjetiske besættelseszone (det senere DDR) og i de tyske områder øst for Oder-Neisse-linjen, som efter Anden Verdenskrigs afslutning blev indlemmet i Sovjetunionen og Polen.
Adenauerregeringen opfattede Forbundsrepublikken som den eneste legitime folkeretlige arvtager for hele Det Tyske Rige; det kom bl.a. til udtryk i en tale af Adenauer i Forbundsdagen, der var en reaktion på Sovjetunionens erklærede hensigt om at oprette diplomatiske forbindelser med DDR ligesom med enhver anden stat:
"Den sovjetiske erklæring formår imidlertid ikke at ændre noget ved det forhold, at der kun findes, har fandtes og vil findes én tysk stat, og at det ene og alene er Forbundsrepublikken Tysklands organer, der repræsenterer denne tyske stat, som aldrig er gået under."
Da der på grund af Tysklands deling ikke blev indgået nogen samlet fredsaftale med Tyskland efter Anden Verdenskrig, blev spørgsmålet først endegyldigt afklaret igennem To plus fire-aftalen ved Tysklands genforening i 1990.
En opfattelse, der svarede til Adenauerregeringens Hallsteindoktrin, kom tillige til udtryk i erklæring af 3. oktober 1954, som de tre vestallierede magter afgav i forbindelse med Forbundsrepublikkens optagelse i NATO; i erklæringen anerkendte de tre vestmagter Vesttyskland som eneste tyske stat, der i kraft af sin frie og lovlige etablering var i besiddelse af legitimitet til at tale på hele Tysklands vegne i internationale anliggender."

### DDR's stilling
En parallel til det vesttyske Parlamentariske Råds krav om alene at repræsentere det samlede tyske folk kunne ses i østzonen: Som reaktion på vestmagternes overvejelser om at omdanne deres tre tyske besættelseszoner til en stat (Forbundsrepublikken) afholdt SED i den sovjetiske østzone en Tysk Folkekongres (Deutscher Volkskongress) i 1947, der blev gentaget i 1948 og 1949. Her blev der rejst krav om en samlet tysk stat, hvorved man også ønskede at styrke den sovjetiske forhandlingsposition over for de tre vestmagter. Selvom kongresserne var domineret af SED, deltog der også et mindre antal repræsentanter fra vestzonerne, hvoraf hovedparten var medlemmer af det vesttyske kommunistparti, KPD. Da de fire besættelsesmagter ikke kunne enes om betingelserne for oprettelsen af en samlet tysk stat, mundede den anden folkekongres ud i oprettelsen af et Tysk Folkeråd (Deutscher Volksrat) på 400 medlemmer (herunder 300 fra SED), der efter egen opfattelse skulle handle på vegne af hele det tyske folk. Den tredje folkekongres og det andet folkeråd omdannede sig den 7. oktober 1949 til et provisorisk folkekammer (Volkskammer), der indførte DDR's forfatning og påbegyndte opbygningen af DDR's politiske system; folkekammeret var fra begyndelsen sammensat ud fra en på forhånd bestemt mandatfordeling.
I første omgang forsøgte DDR's regering under ministerpræsident Otto Grotewohl (SED) på samme måde som Forbundsrepublikken under Adenauer at fremstille sig selv som det tyske folks eneste legitime repræsentant, men gik snart over til at opfatte sig selv som de ene af to tyske stater. Som modtræk til Hallsteindoktrinen fulgte DDR i stedet den såkaldte Ulbrichtdoktrin, opkaldt efter DDR's leder Walter Ulbricht; ifølge denne doktrin forpligtede DDR's allierede i Warszawapagten sig i 1967 til ikke at normalisere deres forbindelser med Forbundsrepublikken, så længe denne ikke anerkendte DDR's og dermed begge tyske staters ligeværdige eksistens; desuden krævede man, at Forbundsrepublikken skulle give afkald på atomvåben og anerkende de bestående grænser i Europa, herunder Oder-Neisse-linjen.

## Praktiske konsekvenser
Hallsteindoktrinen var først og fremmest omstridt i vesttysk politik, fordi man frygtede, at stater, der allerede havde anerkendt DDR diplomatisk, kunne afvise kontakt med Forbundsrepublikken, hvilket ville medføre isolation af Vesttyskland. Også da man i 1956 diskuterede en forsigtig tilnærmelse til Polen, blev Hallsteindoktrinen genstand for kritik. Da DDR i vinteren 1957 åbnede et kontor i Kairo, der skulle være ansvarligt for den diplomatiske kontakt med hele den arabiske verden, undlod man fra vesttysk side at anvende Hallsteindoktrinen mod Ægypten.

### Jugoslavien og Cuba
En faktisk afbrydelse af de diplomatiske forbindelser fandt kun sted to gange: I 1957 afbrød forbundsregeringen den diplomatiske kontakt med Jugoslavien, der var uden for både Vest- og Østblokken, men var socialistisk styret; allerede aftalte betalinger fortsatte imidlertid, og der blev opretholdt et generalkonsulat i landet. Allerede den 31. januar 1968 genoptog Forbundsrepublikken de diplomatiske forbindelser med Jugoslavien, hvorved man afveg fra Hallsteindoktrinen.
Den 14. januar 1963 blev forbindelserne med Fidel Castros socialistiske Cuba ligeledes afbrudt, efter at Cuba havde anerkendt DDR. I den periode, hvor Forbundsrepublikken havde afbrudt sine diplomatiske forbindelser med Jugoslavien og Cuba, blev de vesttyske interesser i disse lande i stedet varetaget igennem Frankrigs ambassader.

### Den arabiske verden og Israel
Forbundsrepublikken blev selv ramt af noget lignende, da den i 1965 anerkendte Israel. Ægyptens leder, Gamal Abdel Nasser, havde indbudt Walter Ulbricht til Kairo og modtaget ham med pomp og pragt som et statsoverhoved. Nasser erklærede ganske vist, at han desværre ikke kunne anerkende DDR, men alligevel indstillede Vesttyskland den økonomiske bistand til Ægypten og optog diplomatiske forbindelser med Israel. Derefter afbrød ni arabiske stater forbindelserne med Vesttyskland, men anerkendte dog ikke – som frygtet – DDR.
I den følgende tid oprettede DDR kun handelsdelegationer i enkelte lande i regionen. Først i 1969 kom der en bølge af anerkendelser af DDR i den arabiske verden, efter at DDR i forbindelse med Seksdageskrigen i 1967 endegyldigt havde taget stilling imod Israel. Irak, hvor Ba'ath-partiet var kommet til magten i 1968, optog som det første arabiske land diplomatiske forbindelser med DDR.

### Den tredje verden
Der udviklede sig en slags konkurrence imellem de to tyske stater, hvor de hver især bestræbte sig på at være den første, der opbyggede diplomatiske forbindelser med en række lande, for at forhindre modparten i at gøre det samme. For det meste var der forbundet økonomiske og udviklingspolitiske indrømmelser hermed. Målet for denne optræden var frem for alt lande i den tredje verden, af hvilke mange i denne periode blev omdannet fra kolonier til selvstændige stater. Et særligt markant eksempel på dette kapløb var den såkaldte Guinea-krise: Da det afrikanske land Guinea i 1958 blev uafhængigt, bestræbte begge tyske stater sig på at placere en ambassadør dér. DDR indrettede en handelsrepræsentation, og kort tid derefter påbegyndte den vesttyske ambassadør arbejdet i Guinea. I 1960 sendte Guinea imidlertid en ambassadør til DDR. Forbundsregeringen trak straks sin ambassadør hjem fra Guinea, hvorpå Guineas regering erklærede, at den aldrig havde sendt en ambassadør til DDR. Forbindelserne mellem Forbundsrepublikken og Guinea blev genoprettet, mens DDR's udenrigspolitik havde lidt skade.

### Sportsarrangementer
Lignende virkninger havde Hallsteindoktrinen ved internationale arrangementer, eksempelvis idrætskonkurrencer, hvor Vesttysklands diplomater forsøgte at forhindre hejsningen af DDR’s flag og afspilningen af DDR’s nationalsang. Ved VM i ishockey 1961 i Genève mødte Vesttysklands hold efter udenrigsministeriets råd ikke op til kampen mod DDR's hold, da de i så fald havde været nødt til at udvise ærbødighed mod DDR's nationalsang og flag, hvilket ville have været i strid med politikken om ikke at anerkende DDR. Kampen blev dømt vundet af DDR med 5:0, og Vesttyskland landede på sidstepladsen i gruppen. På Forbundsrepublikkens initiativ enedes man i 1960'erne med partnerlandene i NATO om ikke at udstede indrejsevisum til sportsfolk fra DDR, således at disse var udelukket fra mange internationale sportsarrangementer. Omvendt opfattede man det i DDR som en udenrigspolitisk sejr, når det alligevel lykkedes at komme med; SED-avisen Neues Deutschland berettede således i 1962 om, hvordan internationale sportsforbund "gik imod NATO-kommandoens anvisninger".

## Slækkelse og ophævelse af doktrinen
Efter opførelsen af Berlinmuren i 1961 og Kurt Adenauers tilbagetræden fra kanslerposten begyndte en nyorientering af Vesttysklands østpolitik i første halvdel af 1960’erne. Hallsteindoktrinen blev stadigt mere inkonsekvent forvaltet under Ludwig Erhards og Kurt Georg Kiesingers regeringer. Desuden forsøgte en række lande at udnytte doktrinen til at opnå økonomiske fordele; DDR forsøgte nemlig at opnå diplomatisk anerkendelse ved at tilbyde udviklingshjælp og kreditter m.m., hvilket som regel medførte, at Forbundsrepublikken overbød DDR for at sikre sig, at der ikke blev tale om at anerkende DDR.
Som alternativ til Hallsteindoktrinen begyndte man i Forbundsrepublikken at tale om den såkaldte "teori om medfødte misdannelser" (Geburtsfehlerteorie); teorien gik ud på, at Sovjetunionens satellitstater ikke havde optaget forbindelse med DDR frivilligt, men derimod under sovjetisk pres, hvorfor der ikke burde indføres sanktioner imod landene. Således oprettede Vesttyskland eksempelvis en handelsrepræsentation i Rumænien i 1967 og skabte dermed en splittelse imellem Rumænien og de øvrige medlemmer af Warszawapagten.
Efter udveksling af ambassadører med Rumænien i 1967 og genoptagelsen af de diplomatiske forbindelser med Jugoslavien i januar 1968 blev Hallsteindoktrinen gradvist afmonteret inden for rammerne af den "nye østpolitik" frem til 1969, hvor den nye forbundskansler Willy Brandt angav en ny retning, da han i en regeringserklæring talte om "to stater i en nation i Tyskland". I 1970 blev doktrinen endegyldigt opgivet.
Endelig anerkendte Traktaten om grundlaget for forholdet imellem Forbundsrepublikken Tyskland og Den Tyske Demokratiske Republik (Grundlagstraktaten) fra december 1972 eksistensen af de to tyske stater og fastlagde, at ingen af de to kunne repræsentere den anden internationalt eller handle i dens navn. Fra da af gik de ikke-socialistiske stater fra en de facto-anerkendelse af DDR til en de jure-anerkendelse. Afspændingen af det tysk-tyske forhold førte til optagelsen af begge stater i FN den 18. september 1973, men efter vesttysk opfattelse kunne den endelige genforening ikke ske, før der havde fundet frie valg sted i DDR; det første frie valg til DDR's Folkekammer fandt sted den 18. marts 1990, og i 1991 fulgte Tysklands genforening.